# Set meravelles de Romania
Diverses llistes de les Set meravelles de Romania (en romanès: Cele Şapte Minuni ale României) s’han compilat des del passat fins a l'actualitat per catalogar les estructures artificials més espectaculars de Romania.

## Llistes

### Evenimentul Zilei'set meravelles[1]
| Número | Meravella                                  | Ubicació                                               |
| ------ | ------------------------------------------ | ------------------------------------------------------ |
| 1      | Conjunt escultòric de Constantin Brâncuși  | Târgu Jiu, comtat de Gorj                              |
| 2      | Castell de Corvin                          | Hunedoara, comtat de Hunedoara                         |
| 3      | Ciutadella Alba Carolina                   | Alba Iulia, comtat d'Alba                              |
| 4      | Fortaleses dacies de les muntanyes Orăștie | Muntanyes Orăștie, comtat de Hunedoara i comtat d'Alba |
| 5      | Palau de la Cultura de Iași                | Iași, comtat de Iași                                   |
| 6      | Esglésies de Moldàvia                      | Comtat de Suceava                                      |
| 7      | Sibiu                                      | Sibiu, comtat de Sibiu                                 |

### Imperator viatges'set meravelles[2]
| Número | Meravella                | Ubicació                                           |
| ------ | ------------------------ | -------------------------------------------------- |
| 1      | Castell de Bran          | Bran, comtat de Brașov                             |
| 2      | Castell de Corvin        | Hunedoara, comtat de Hunedoara                     |
| 3      | Cementiri alegre         | Săpânța, comtat de Maramureș                       |
| 4      | Castell de Peleș         | Sinaia, vall de Prahova                            |
| 5      | Carretera Transfăgărășan | Muntanyes de Făgăraș                               |
| 6      | Salina Turda             | Turda, comtat de Cluj                              |
| 7      | Monestir de Voroneț      | Esglésies de Moldàvia, Bucovina, comtat de Suceava |

| Número | Meravella                                    | Ubicació                                 |
| ------ | -------------------------------------------- | ---------------------------------------- |
| 1      | Castell de Corvin                            | Hunedoara, comtat de Hunedoara           |
| 2      | Biblioteca Universitària Central de Bucarest | Bucarest                                 |
| 3      | Castell de Bran                              | Bran, comtat de Brașov                   |
| 4      | Palau del Parlament                          | Bucarest                                 |
| 5      | Castell de Peleș                             | Sinaia, vall de Prahova                  |
| 6      | Ciutadella de Făgăraș                        | Făgăraș, comtat de Brașov                |
| 7      | Ateneu Romanès                               | Bucarest                                 |
| 8      | Escultura de Decèbal                         | Iron Gates, Orșova, comtat de Mehedinți  |
| 9      | Portes de ferro                              | Riu Danubi, Orșova, comtat de Mehedinți  |
| 10     | Pas elevat de Basarab                        | Bucarest                                 |
| 11     | Creu dels herois al pic Caraiman             | Muntanyes Bucegi, muntanyes dels Carpats |
| 12     | Cascada Bigăr                                | Anina, comtat de Caraș-Severin           |
| 13     | Mausoleu de Mărășești                        | Mărășești, comtat de Vrancea             |

## Galeria

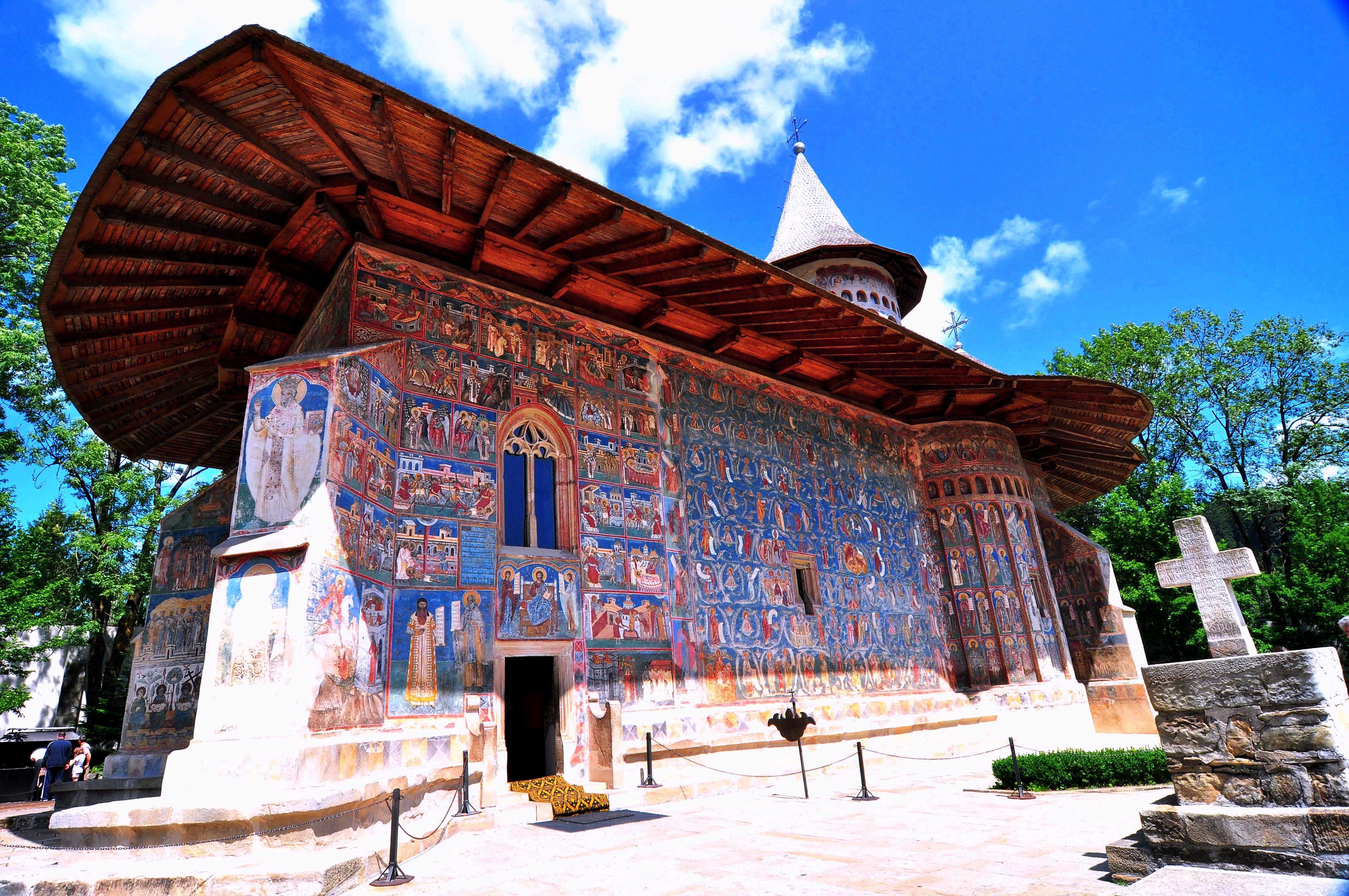
El monestir de Voroneț dels monestirs pintats del municipi de Suceava
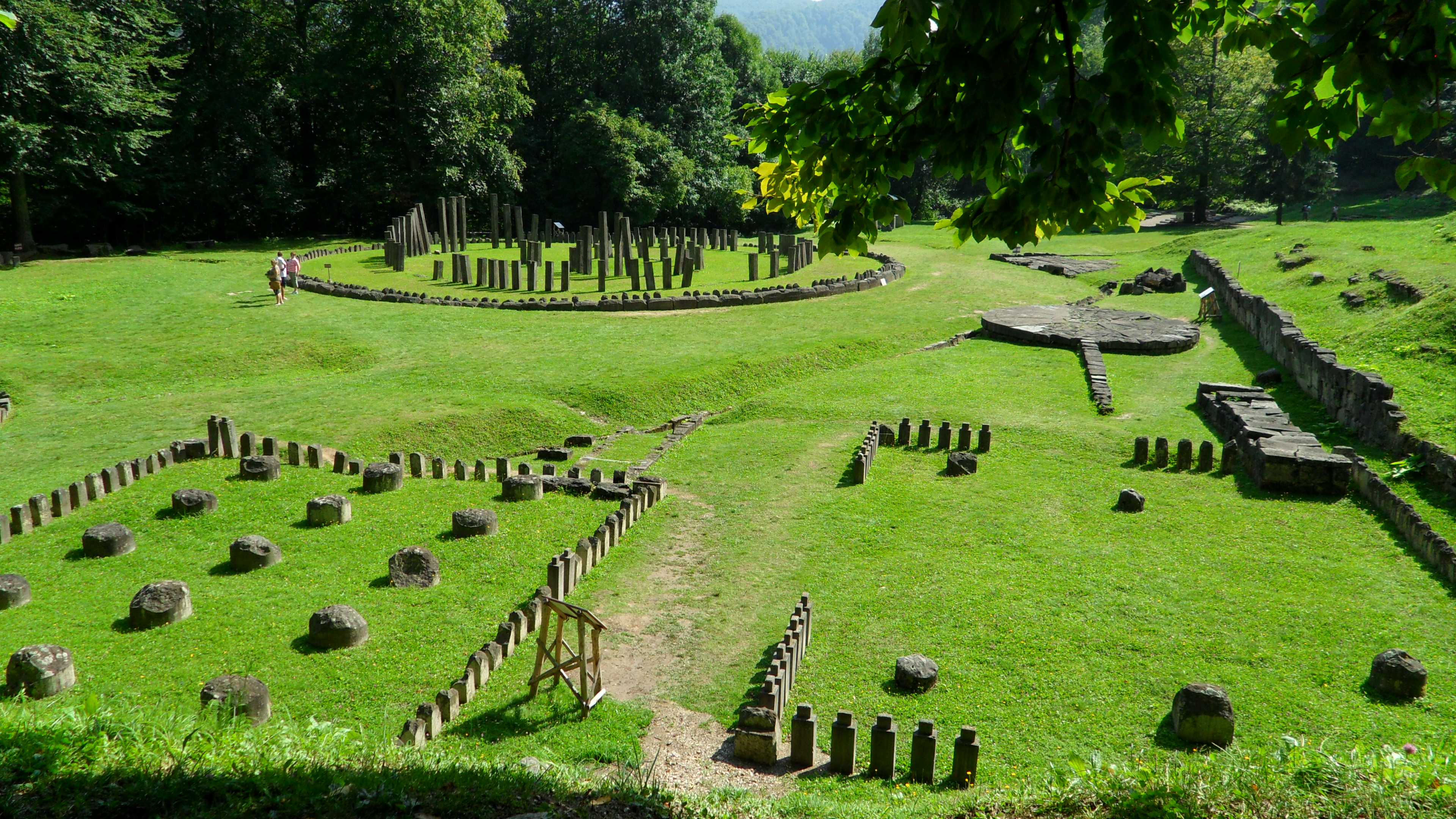
Fortalesa daciana de Sarmizegetusa Regia
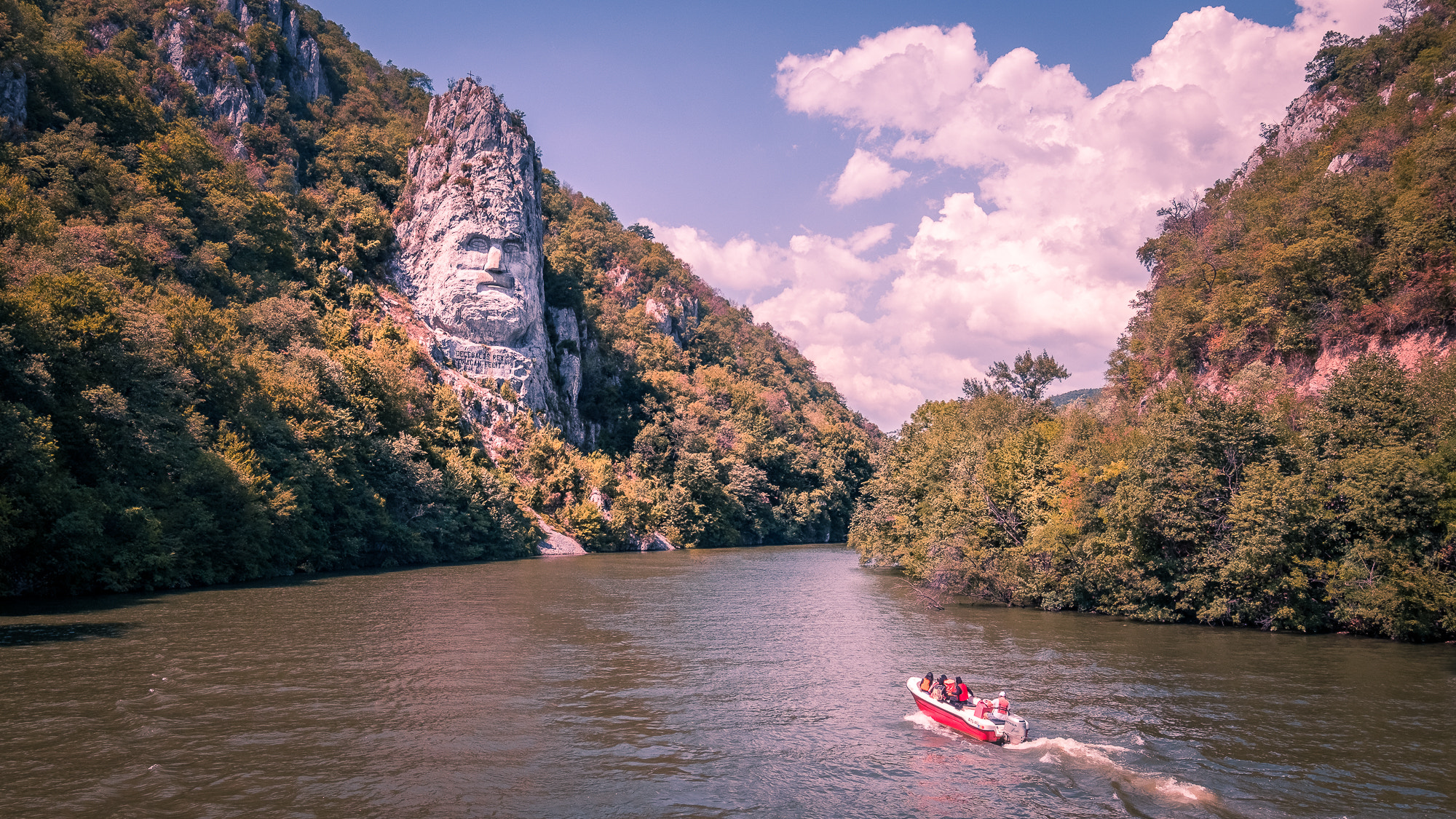
Escultura rupestre del rei Decèbal
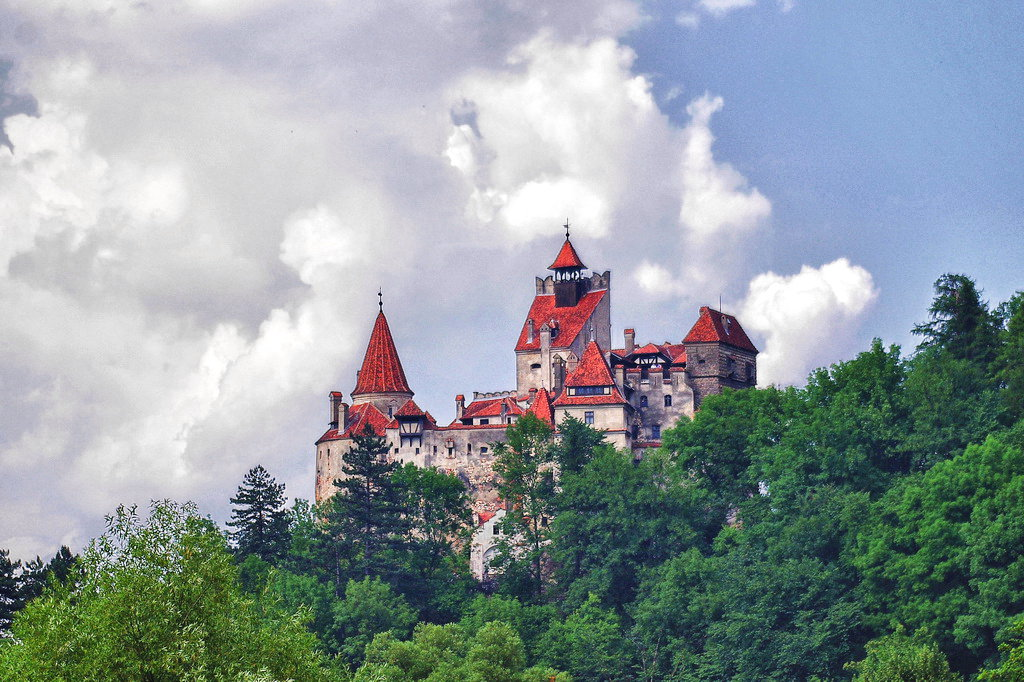
Castell de Bran
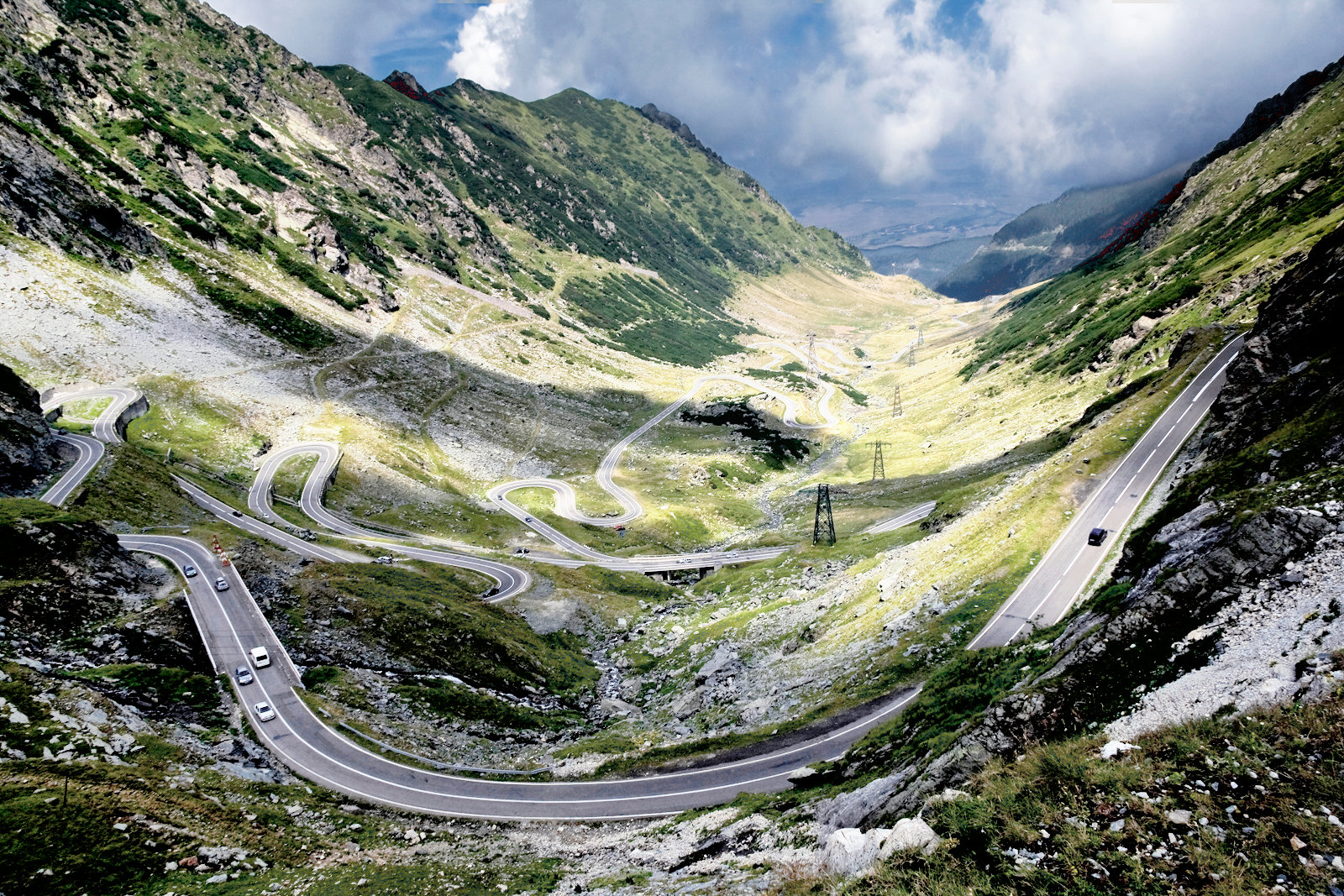
Carretera Transfăgărășan